# Göttingen-Northeimer Wald
Das Bergland des Göttingen-Northeimer Waldes ist der südöstlichste Teil des Leineberglandes in den Landkreisen Göttingen und Northeim in Südniedersachsen und einem minimalen Anteil im Landkreis Eichsfeld (TH). Naturräumlich stellt der Göttingen-Northeimer Wald eine Haupteinheit der Haupteinheitengruppe Niedersächsisches Bergland dar, welches sich östlich des Leinetales bis an die Stadtgrenzen der namengebenden Städte Göttingen und Northeim erstreckt.

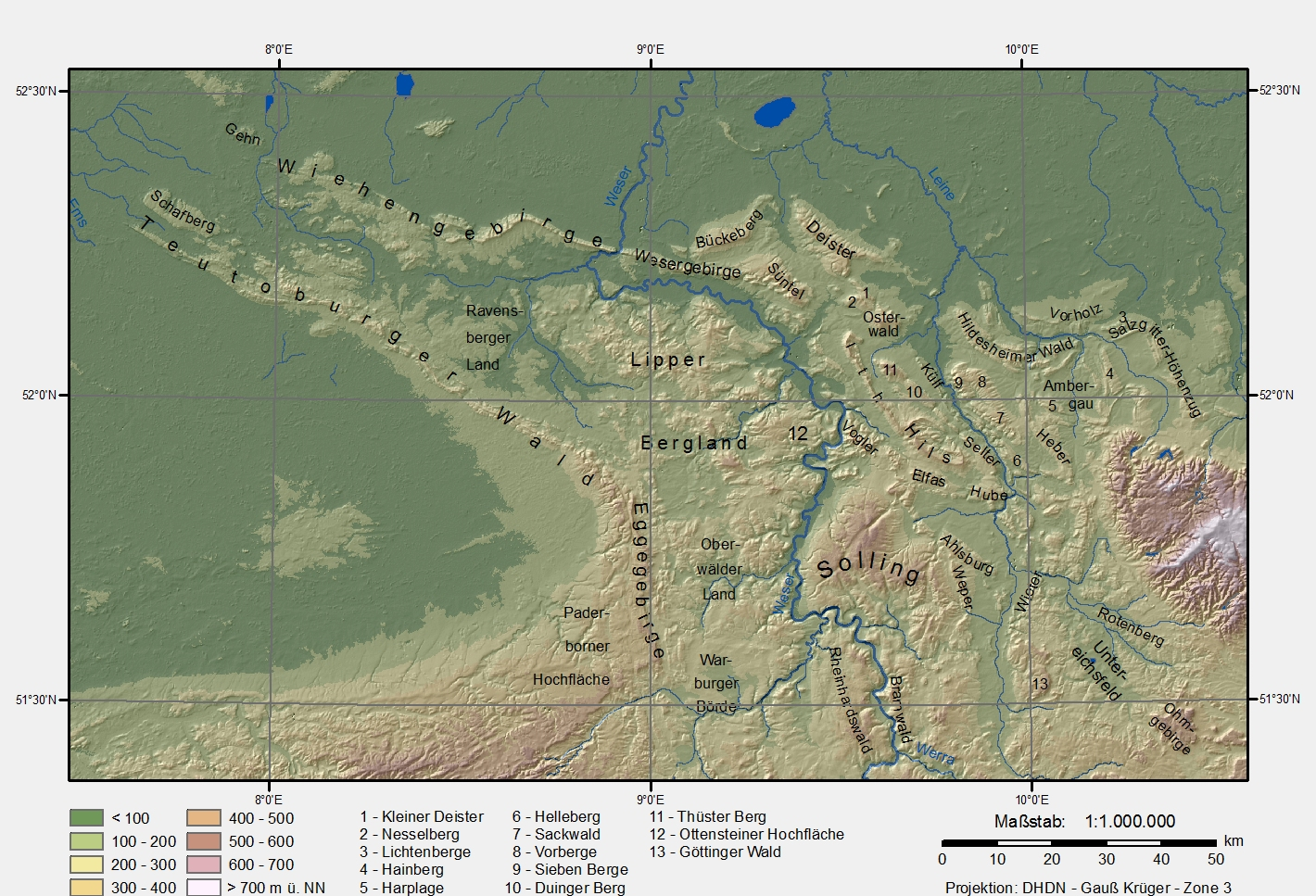
Niedersächsisches Bergland

## Geographische Lage
Das Gebiet des Göttingen-Northeimer Waldes erstreckt sich in Nord-Süd-Richtung über eine Länge von etwa 32 Kilometer und eine maximale Breite von 10 Kilometer. Es wird eingegrenzt von der Leine bei Göttingen im Westen, der unteren Rhume bei Northeim im Norden, des Untereichsfeldes mit dem Seeburger See im Osten und in etwa der Landesgrenze nach Thüringen im Süden.

## Naturräumliche Gliederung
Der Göttingen-Northeimer Wald als Teil des Niedersächsischen Berglandes gliedert sich wie folgt:
- (zu 37 Weser-Leine-Bergland)
  - 373 Göttingen-Northeimer-Wald
    - 373.0 Nörtener Wald (mit Wieter und Langfast)
    - 373.1 Göttinger Wald
    - 373.2 Reinhäuser Wald

Benachbarte Naturräume sind im Uhrzeigersinn betrachtet:
- Südwestliches Harzvorland mit dem unteren Rhumetal im Norden
- Eichsfelder Becken im Nordosten und Osten
- Unteres Eichsfeld im Osten und Südosten
- Oberer Leinegraben im Süden
- Göttinger und Northeimer Leinegraben im Westen

## Teillandschaften
Der Göttingen-Northeimer Wald ist eine unterschiedlich strukturierte Landschaft, die sich aus verschiedenen Platten und Hochflächen zusammensetzt:

### Göttinger Wald
Das Kerngebiet stellt die Muschelkalkplatte des Göttinger Waldes östlich von Göttingen dar, die nach Norden, Osten und Süden mit einer steilen Schichtstufe endet. Höchster Berg ist die Mackenröder Spitze mit 427,5 Metern.

### Nörtener Wald
Das nördlich und nordöstlich des Göttinger Waldes gelegene Bergland besteht aus dem Nörtener Wald (Hoher Steyer: 305,5 m) östlich von Nörten-Hardenberg im engeren Sinne, sowie dem kleinen Höhenzug des Wieter (358,4 m) südöstlich von Northeim, dem Langfast (360,1 m) und weiteren Bergen.

### Reinhäuser Wald
Das südlich und südöstlich gelegene Bergland gliedert sich in den eigentlichen Reinhäuser Wald (Bocksbühl: 437 m), mit dem Bergpaar Die Gleichen (430 m) und weiteren Einzelbergen.

## Natur und Geologie
Der überwiegend aus Muschelkalk bestehende Göttinger Wald sitzt mit einer Schichtstufe dem umgebenden Buntsandstein auf. Im Buntsandsteingebiet des südlich gelegenen Reinhäuser Waldes befindet sich die größte Abri-Gruppe (durch Erosion entstandene Felsüberhänge) in Mitteleuropa mit mehreren schluchtartigen Felstälern zwischen der Leine und dem Eichsfeld. Entlang einiger Störungen und auf einigen Bergkuppen tritt auch hier Muschelkalk zu Tage.
Das waldreiche Bergland (Buchenmischwälder) wird in den Tallagen und an flachen Randbereichen auch landwirtschaftlich genutzt.
Zahlreiche Schutzgebiete existieren im gesamten Naturraum:
- NSG Göttinger Stadtwald und Kerstlingeröder Wald im südlichen Göttinger Wald
- NSG Bratental im nördlichen Göttinger Wald
- NSG Husumer Tal südlich von Northeim
- LSG Leinebergland und LSG Leinetal im mittleren und südlichen Gebiet
- LSG Westerhöfer Bergland und Langfast  im nördlichen Gebiet
- FFH-Gebiet Göttinger Wald und Reinhäuser Wald